# Härnäset

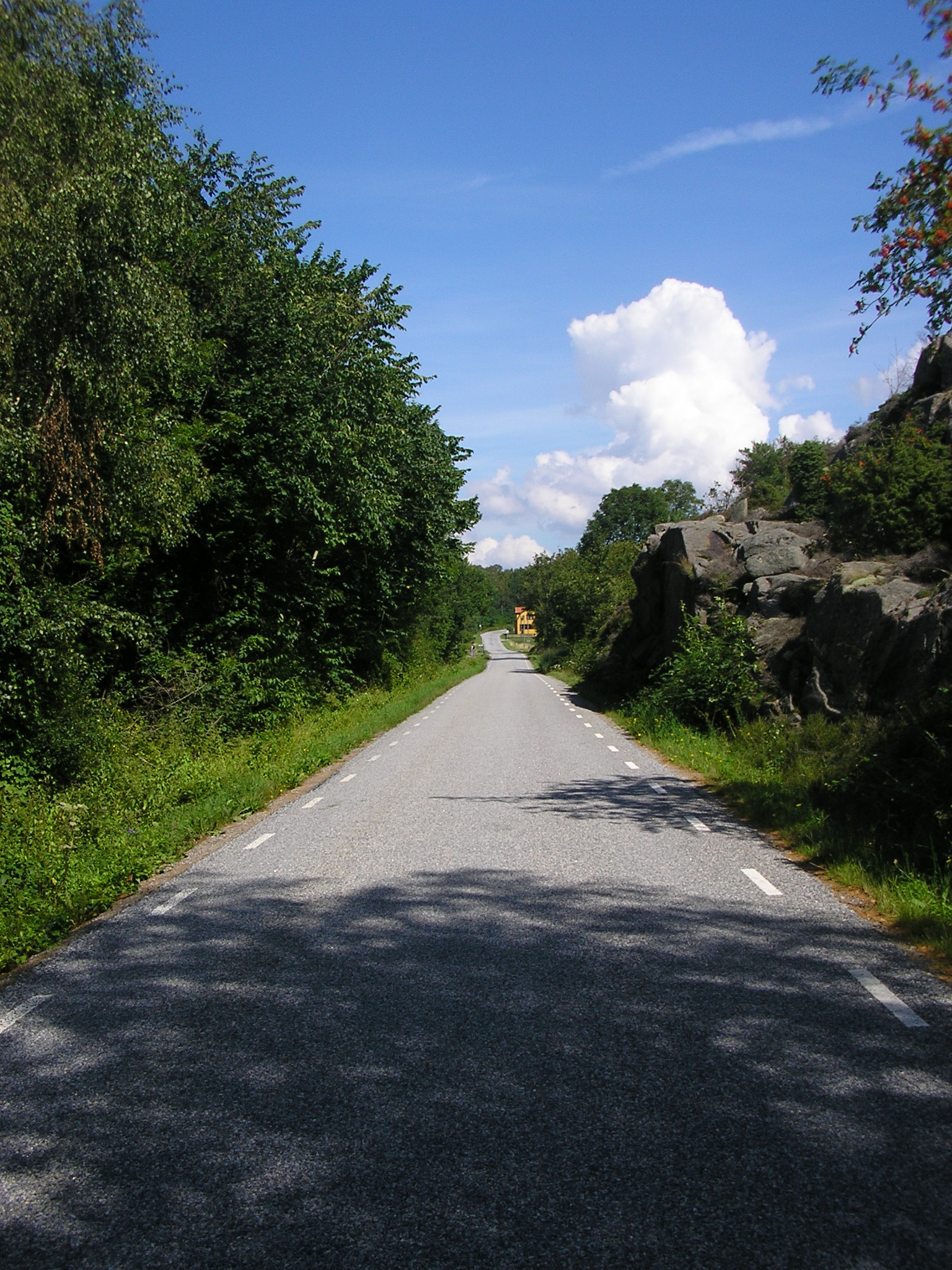
Huvudvägen på Härnäset. Här på väg in mot Fågelviken i riktning norrut från Slävik.

Härnäset är en halvö i mellersta Bohuslän som bildas av att fjordarna Åbyfjorden i nordväst och Brofjorden i sydost tränger in i landskapet. Härnäset ligger i Lysekils kommun och tillhör Bro socken och distrikt. På Härnäset ligger bland annat byarna Fågelviken och Slävik. Näset präglades i slutet av artonhundratalet och början av nittonhundratalet av den bohuslänska stenindustrin.
Härnäset behandlas ingående i diktsamlingen Tapeshavet av författaren Gunnar D. Hansson.

## Galleri

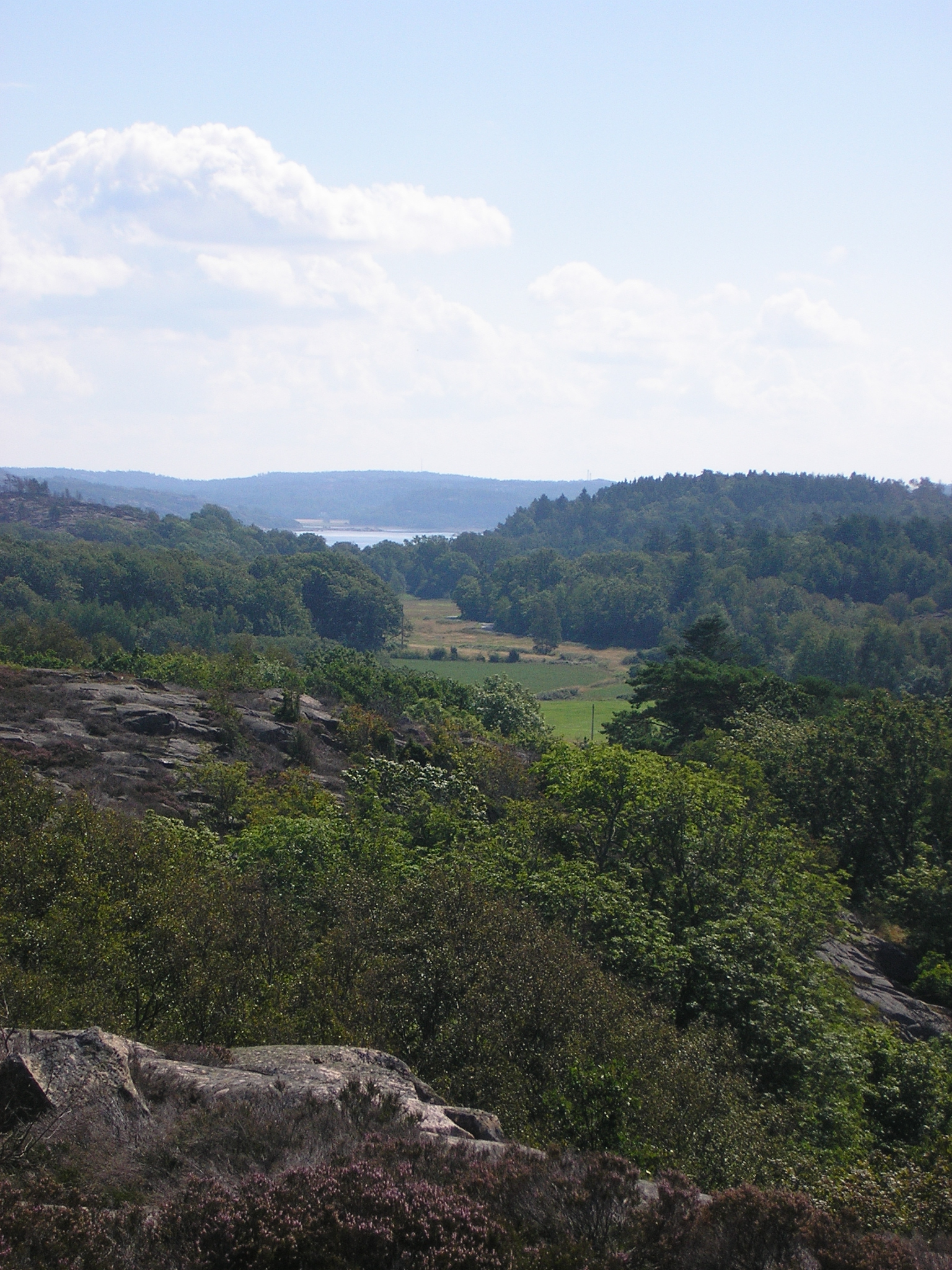
Härnäset från Åbyfjorden mot Brofjorden.
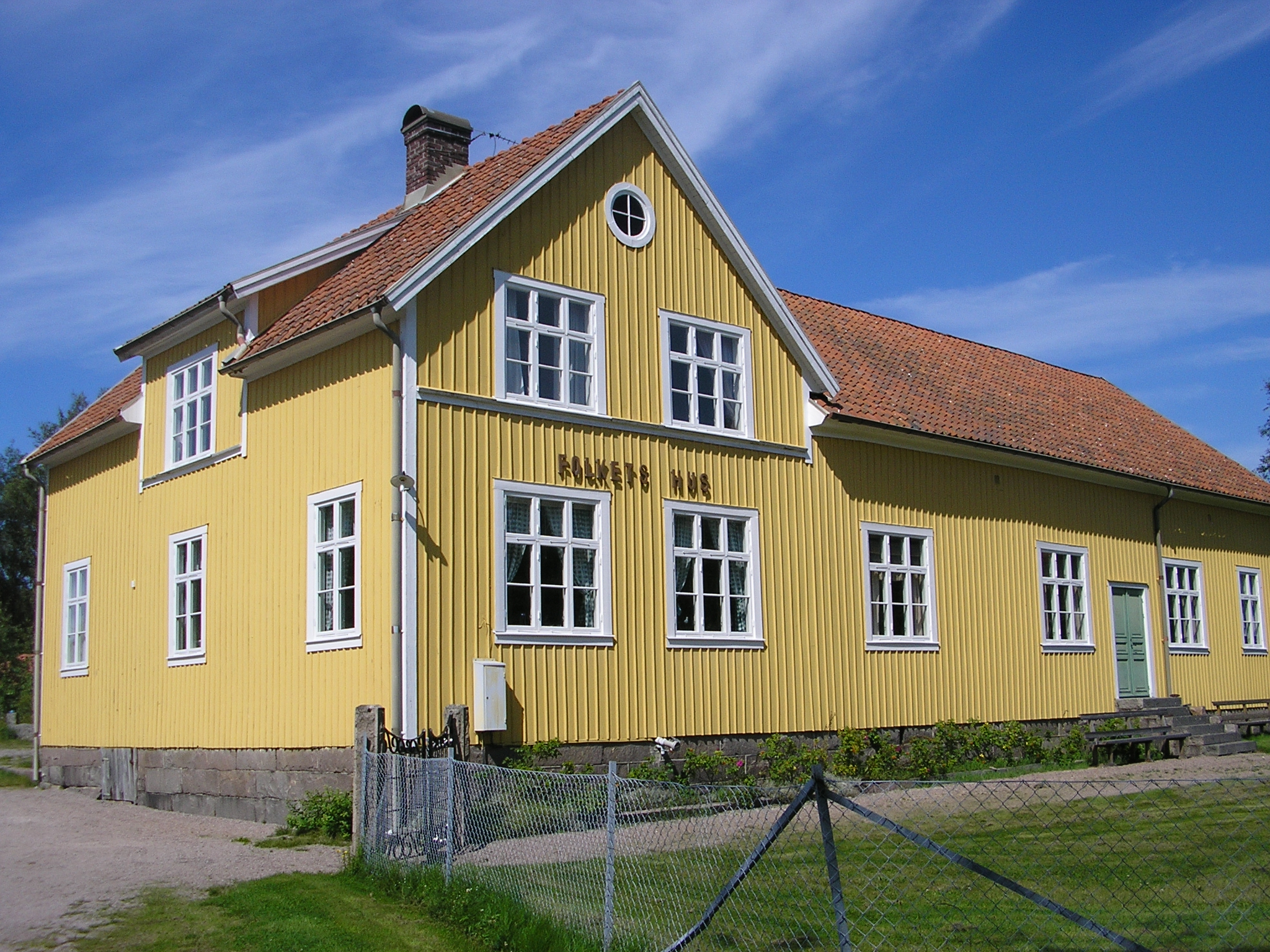
Härnäsets Folkets hus i Fågelviken.
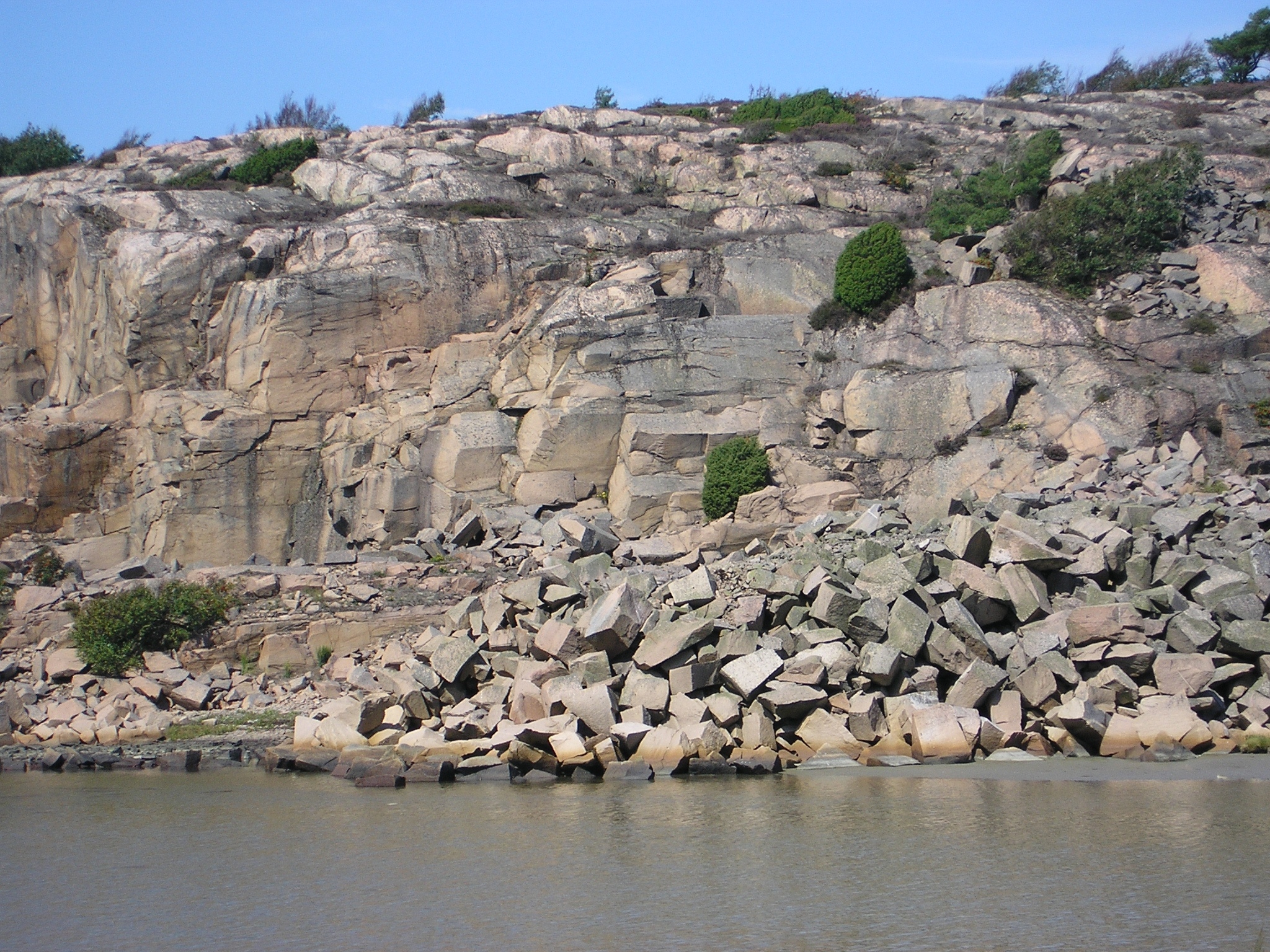
Styrsvik med kvarlämnade spår av stenindustrin.